# Lega Nazionale A 1966 (hockey su pista)
La Lega nazionale A 1966 è stata la 34ª edizione del torneo di primo livello del campionato svizzero di hockey su pista. La competizione è iniziata il 27 marzo e si è conclusa il 26 settembre 1966. Il torneo è stato vinto dal Montreux al suo trentesimo titolo, il quarto consecutivo.

## Squadre partecipanti
| Club           | Stagione | Città    | Stadio | Stagione precedente    |
| -------------- | -------- | -------- | ------ | ---------------------- |
| Basilea        | dettagli | Basilea  |        | 3º in Lega Nazionale A |
| Ginevra        | dettagli | Ginevra  |        | 6º in Lega Nazionale A |
| Losanna Roller |          | Losanna  |        | 5º in Lega Nazionale A |
| Lions Losanna  |          | Losanna  |        | 4º in Lega Nazionale A |
| Montreux       | dettagli | Montreux |        | 1º in Lega Nazionale A |
| RS Zurigo      | dettagli | Zurigo   |        | 2º in Lega Nazionale A |
| Urania Ginevra |          | Ginevra  |        | 7º in Lega Nazionale A |

## Classifica finale
|                     | Pos. | Squadra        | Pt | G  | V  | N | P  | GF | GS | DR  |
| ------------------- | ---- | -------------- | -- | -- | -- | - | -- | -- | -- | --- |
| Svizzera (bandiera) | 1.   | Montreux       | 23 | 12 | 11 | 1 | 0  | 87 | 26 | +61 |
|                     | 2.   | RS Zurigo      | 19 | 12 | 9  | 1 | 2  | 92 | 34 | +58 |
|                     | 3.   | Basilea        | 14 | 12 | 7  | 0 | 5  | 54 | 53 | +1  |
|                     | 4.   | Lions Losanna  | 11 | 12 | 5  | 1 | 6  | 31 | 57 | -26 |
|                     | 5.   | Ginevra        | 9  | 12 | 4  | 1 | 7  | 46 | 53 | -7  |
|                     | 6.   | Losanna Roller | 6  | 12 | 2  | 2 | 8  | 40 | 75 | -35 |
|                     | 7.   | Urania Ginevra | 2  | 12 | 0  | 2 | 10 | 25 | 77 | -52 |

Legenda:
      Campione di Svizzera e ammessa alla Coppa dei Campioni 1966-1967.
Note:
Due punti a vittoria, uno a pareggio, zero a sconfitta.

## Risultati
| Andata  | Andata | Incontri                      | Ritorno | Ritorno |
|         |        |                               |         |         |
| 27 mar. | 5-0    | Losanna Roller-Urania Ginevra | 6-6     | 3 set.  |
| 27 mar. | 12-0   | Montreux-Lions Losanna        | 3-0     | 12 set. |
| 2 apr.  | 9-0    | Montreux-Losanna Roller       | 9-3     | 9 lug.  |
| 9 apr.  | 2-1    | Lions Losanna-Ginevra         | 4-0     | 13 set. |
| 21 apr. | 2-2    | Lions Losanna-Urania Ginevra  | 4-0     | 13 set. |
| 21 apr. | 5-6    | Losanna Roller-Ginevra        | 3-3     | 18 giu. |
| 23 apr. | 3-5    | Lions Losanna-Losanna Roller  | 5-3     | 18 giu. |
| 23 apr. | 3-4    | Basilea-Lions Losanna         | 5-4     | 3 set.  |
| 4 giu.  | 2-9    | Urania Ginevra-Montreux       | 0-10    | 15 set. |
| 4 giu.  | 7-2    | Basilea-Losanna Roller        | 7-2     | 3 set.  |
| 5 giu.  | 12-6   | Zurigo-Losanna Roller         | 8-1     | 3 set.  |

| Andata  | Andata | Incontri               | Ritorno | Ritorno |
|         |        |                        |         |         |
| 18 giu. | 8-6    | Montreux-Ginevra       | 5-4     | 11 set. |
| 18 giu. | 4-6    | Basilea-Zurigo         | 0-5     | 9 lug.  |
| 24 giu. | 3-1    | Ginevra-Zurigo         | 5-7     | 31 ago. |
| 24 giu. | 6-7    | Urania Ginevra-Basilea | 2-3     | 20 set. |
| 25 giu. | 4-6    | Ginevra-Basilea        | 4-6     | 21 set. |
| 25 giu. | 2-14   | Urania Ginevra-Zurigo  | 2-11    | 31 ago. |
| 9 lug.  | 5-3    | Ginevra-Urania Ginevra | 5-3     | 22 set. |
| 9 lug.  | 11-1   | Zurigo-Lions Losanna   | 12-2    | 3 set.  |
| 10 set. | 3-7    | Basilea-Montreux       | 3-7     | 25 set. |
| 11 set. | 5-5    | Zurigo-Montreux        | 0-3     | 26 set. |